# Contrail
Contrail foi uma desenvolvedora de jogos eletrônicos do Japão e sub-divisão da Sony Computer Entertainment, produzindo jogos eletrônicos para o console PlayStation.

## Jogos
Estes são os títulos dos jogos criados pela Contrail, por console.
Para PlayStation:
- Legend of Legaia
- Wild Arms 2
- Wild Arms 3

Para Playstation 2:
- Legaia 2: Duel Saga